# Малбери (Арканзас)
Малбери (енгл. Mulberry) град је у америчкој савезној држави Арканзас.

## Демографија
По попису из 2010. године број становника је 1.655, што је 28 (1,7%) становника више него 2000. године.
| Група             | 2000.         | 2010.         |
| Белци             | 1.552 (95,4%) | 1.565 (94,6%) |
| Афроамериканци    | 1 (0,1%)      | 11 (0,7%)     |
| Азијати           | 4 (0,2%)      | 1 (0,1%)      |
| Хиспаноамериканци | 15 (0,9%)     | 33 (2,0%)     |
| Укупно            | 1.627         | 1.655         |